# Wilhelm von Humboldt
Friedrich Wilhelm Christian Karl Ferdinand von Humboldt (22. června 1767 Postupim – 8. dubna 1835 Berlín) byl německý (pruský) diplomat, filozof, zakladatel Humboldtovy univerzity v Berlíně, přítel Goetha a Schillera a v neposlední řadě německý jazykovědec, který evropským zájemcům přiblížil baskičtinu.
Mezi jeho nejvýznamnější příspěvky jazykovědě a společenským vědám patří historicky první formulace myšlenek, jež později vešly ve známost jako teorie jazykového relativismu. Jejich základem je stanovisko, že lidé hovořící různými jazyky odlišně chápou svět kolem sebe. Původ jazyka objasňoval metafyzickými úvahami, jazyk je vrozená lidská vlastnost (vychází z Hegela), vytváří duch národa a zrcadlí jeho mentalitu. Jazyk není produktem (ergon), ale aktivní silou (energeia).
Pokoušel se vytvořit srovnávací antropologii jazyků, i proto se jako první z lingvistů zajímal i o živé jazyky. Snažil se klasifikovat jazyky podle jejich struktury, čímž se stal předchůdcem typologie. Jako pruský diplomat se účastnil jednání 6.–7. koalice proti Napoleonovi I. v letech 1813–1815 včetně dohod v Teplicích a Chomutově, jakož i uspořádání ponapoleonské Evropy na Vídeňském kongresu v letech 1814–1815.
Jeho mladší bratr Alexander byl neméně významný německý přírodovědec.

## Dílo

### Jazyk a myšlení
Rozsáhlá syntetická práce O rozdílnosti stavby lidského jazyka a jejím vlivu na duchovní rozvoj lidského rodu (Über die Verschiedenheit des menschlichen Sprachbaus und ihren Einfluss auf die geistige Entwicklung des Menschengeschlechts), jež byla úvodem ke spisu O jazyku kawi na ostrově Jáva (Über die Kawi-Sprache auf der Insel Java), je jednou z Humboldtových nejznámějších prací, která významně ovlivnila pozdější směřování kognitivní lingvistiky. Toto dílo, vydané posmrtně v roce 1836, je souhrnným pojednáním o problematice řeči z filozoficko-lingvistického hlediska. Myšlenka textu spočívá v přístupu k jazyku jako k prostředku komunikace, který však nese mnohem hlubší, rozmanitější a komplexnější význam než pouhou sdělitelnost informace. Humboldt se ptá, v čem spočívá zvláštnost každého jazyka a jak i přes svou zvláštnost mohou být různé jazyky srovnávány. Jazyk utváří kultury a každá jazyková struktura jednotlivých kultur přispívá svým dílem do celospolečenského chápání světa. Jazyk tedy formuje to, jakým způsobem lidé vnímají svět a přemýšlí o něm. Každý jazyk vytváří pro své mluvčí vlastní uzavřeně-otevřený „svět”. Tato filozofie se označuje jako jazykový relativismus. V neposlední řadě má jazyk dalekosáhlejší následky na intelektuální vývoj národů. Pokud národ disponuje složitější gramatikou, propracovanější syntaxí či má bohatší slovní zásobu, pak i jeho přístupy k vědním disciplínám jsou mnohem kreativnější a abstraktnější. Široké možnosti jazyka umožňují mluvčím rozvíjet své myšlenky o světě v komplexnějších vzorcích.  
Lukáš Borovička jeho pohled shrnul slovy: „Jazyk Humboldtem není chápán jednoduše jako nástroj komunikace, ale především jako místo, v němž se vyjadřuje lidský duch (resp. duch národa) a v němž se artikuluje určitý způsob chápání a prožívání světa.”